# Filles de Job
Les Filles de Job (en anglès: Job's Daughters) es una organització juvenil femenina patrocinada per la francmaçoneria, per a joves d'entre 10 i 20 anys.
L'organització va ser fundada per Ethel T. Wead Mick a Omaha, Nebraska, el 20 d'octubre de 1920. El proposit de l'organització és aplegar les joves que estan relacionades amb un mestre maçó, i tracta de construir el caràcter a través del desenvolupament moral i espiritual. Els objectius inclouen una gran reverència envers Déu i les Sagrades escriptures, com està establert en la Constitució de les Filles de Job, la lleialtat cap al país i la bandera, i el respecte als pares, als guardians i als avis.